# Naissance en 1954
Naissance
- 1950
- 1951
- 1952
- 1953
- 1954
- 1955
- 1956
- 1957
- 1958

Les naissances en 1954 concernent les personnalités nées entre le 1er janvier et le 31 décembre 1954.

## Janvier
- 1er janvier : Bob Menendez, homme politique américain.
- 2 janvier : 
  - Lioudmila Borozna, joueuse soviétique de volley-ball.
  - Eduardo Gauggel, juge, propriétaire terrien, éleveur de chevaux et homme politique hondurien († 10 avril 2015).
  - Antón Lamazares, peintre espagnol.
- 4 janvier : Peter Seiffert, ténor allemand spécialisé dans le répertoire allemand († 14 avril 2025).
- 5 janvier : Michel Bensoussan, footballeur français.
- 6 janvier :
  - Ali Ghediri, homme politique algérien.
  - Krzysztof Majchrzak, musicien, compositeur polonais.
  - Anthony Minghella, réalisateur, scénariste, producteur et acteur britannique († 18 mars 2008).
  - David Sproxton, producteur, réalisateur, scénariste et animateur britannique, cocréateur de Aardman
- 11 janvier : François Compaoré, homme politique burkinabé.
- 12 janvier : Howard Stern, animateur radio américain.
- 13 janvier : :
  - Céline Monsarrat, actrice française de doublage
  - José Amaro, coureur cycliste portugais († 7 mai 1987).
  - Philippe Bergeroo, footballeur et entraîneur français.
  - Željko Mijač, footballeur puis entraîneur yougoslave puis croate († 14 février 2022).
  - Alexander Thieme, athlète allemand de l'ex-Allemagne de l'Est spécialiste du 100 mètres († 29 novembre 2016).
- 15 janvier : Håkan Carlqvist, pilote de motocross suédois († 6 juillet 2017).
- 16 janvier : Morten Meldal, chimiste danois.
- 17 janvier : Robert Francis Kennedy Jr., avocat et homme politique américain.
- 20 janvier : Ken Page, acteur et chanteur américain († 30 septembre 2024).
- 21 janvier :
  - Idrissa Ouedraogo, réalisateur burkinabé († 18 février 2018).
  - Camellia Todorova, chanteuse et actrice bulgare.
- 23 janvier : Erwin Moser, auteur et illustrateur autrichien († 12 octobre 2017).
- 27 janvier :
  - Ed Schultz, animateur de radio et de télévision américain († 5 juillet 2018).
  - Dáša Vokatá, auteure-compositrice-interprète tchèque.
- 28 janvier : Bruno Metsu, joueur et entraîneur de football français († 15 octobre 2013).
- 29 janvier : 
  - Mooji, maître spirituel jamaïcain.
  - Oprah Winfrey, animatrice de télévision et productrice américaine.
- 30 janvier : José Antonio Campuzano, matador espagnol.
- 31 janvier :  Jiřina Hájková, joueuse tchécoslovaque de hockey sur gazon.

## Février
- 2 février : Robin Jones, joueur de basket-ball américain († 16 juillet 2018).
- 3 février :
  - Tom Barrise, entraîneur de basket-ball américain († 18 mars 2022).
  - Tiger Williams, joueur professionnel de hockey sur glace canadien.
- 4 février : Andreï Karlov, diplomate soviétique puis russe († 19 décembre 2016).
- 5 février :
  - Laurent Broomhead, producteur, animateur de télévision et de radio français.
  - Dominique Besnehard, producteur de cinéma et acteur français.
  - Robert McElroy, cardinal américain, évêque de San Diego.
- 6 février : Costica Dafinoiu, boxeur roumain († 8 juin 2022).
- 7 février : Marie-Christine Darah, comédienne française de doublage vocal.
- 9 février : Ulrich Walter, spationaute allemand.
- 10 février : Rabéa Naciri, féministe marocaine.
- 11 février : Nina Varlamova, femme politique russe († 17 décembre 2008).
- 12 février :
  - Laila Akhmetova, femme politique kazakhe.
  - Evangelos Bassiakos, homme politique grec († 17 février 2017).
  - Abdelaziz Djerad, politologue et homme politique algérien.
  - Antonius Willems sculpteur et peintre néerlandais.
- 13 février :
  - Dominique Bathenay, joueur et entraîneur de football français.
  - Amale Samie, journaliste et écrivain marocain († 27 janvier 2018).
- 15 février : Matt Groening, scénariste, producteur de télévision et dessinateur américain, créateur de la série Les Simpson.
- 16 février : Margaux Hemingway, actrice américaine († 1er juillet 1996).
- 17 février : 
  - Rene Russo, actrice américaine.
  - Rémy Pflimlin, dirigeant d'entreprise français († 3 décembre 2016).
- 18 février : John Travolta, acteur américain.
- 20 février : Vasili Tsibliyev, cosmonaute russe.
- 22 février : 
  - Nicolas Marié, acteur français et spécialisé dans le doublage
  - Alexandre Sparynsky, musicien ukrainien.
  - Kim Chang-wan, chanteur de rock, compositeur, musicien, acteur, écrivain et poète sud-coréen.
  - Pierrot Sitter, maire de Kutzenhausen (Bas-Rhin) depuis 2014[1].
- 23 février :
  - Louis Bertignac, chanteur français, guitariste du groupe Téléphone.
  - Anton Winkler, lugeur ouest-allemand († 8 octobre 2016).
- 24 février :
  - Pierre Lambert, homme politique français († 16 janvier 2008).
- 25 février : 
  - Renate Dorrestein, écrivaine et journaliste néerlandaise († 4 mai 2018).
  - Margaret Maruani, sociologue française, directrice de recherche au CNRS († 4 août 2022).
- 26 février :
  - Michael Bolton, chanteur américain.
  - Recep Tayyip Erdoğan, homme politique turc.
- 28 février : Jean Bourgain, mathématicien belge († 22 décembre 2018).

## Mars
- 3 mars : Patrick Salas, joueur de rugby à XV français († 9 janvier 2017).
- 4 mars : 
  - Catherine O'Hara, actrice canadienne.
  - François Fillon, homme d'État français.
- 5 mars :
  - João Lourenço, officier général et homme d'État angolais.
  - Ian McLeod, arbitre de football sud-africain († 26 octobre 2017).
  - Mario Sergio Cortella, écrivain et philosophe brésilien.
- 8 mars : Daniel Ducarme, homme politique belge († 28 août 2010).
- 9 mars : 
  - Carlos Ghosn, chef d'entreprise, ancien PDG de Renault, homme d'affaires français fugitif.
  - Bobby Sands, nationaliste irlandais († 5 mai 1981).
- 10 mars :
  - Didier Barbelivien, auteur-compositeur-interprète français.
  - Luc Dardenne, cinéaste belge.
  - Christian Montcouquiol dit « Nimeño II », matador français († 25 novembre 1991).
- 11 mars : Anish Kapoor, artiste britannique.
- 13 mars : Rob Hauser, saxophoniste et compositeur néerlandais.
- 16 mars : Léon Lemmens, évêque catholique belge († 2 juin 2017).
- 17 mars : Jüri Pihl, homme politique estonien († 3 février 2019).
- 18 mars :
  - John Komba, officier, directeur de théâtre, musicien et homme politique tanzanien († 28 février 2015).
  - James F. Reilly, II, astronaute américain.

- 20 mars : Yamina Bachir-Chouikh, monteuse, scénariste et réalisatrice algérienne († 3 avril 2022).

- 21 mars : Prayut Chan-o-cha, homme d’état thaïlandais et Premier ministre de Thaïlande de 2014 à 2022.
- 23 mars : Catherine Alric, actrice, écrivaine, auteure et artiste peintre française.
- 24 mars : Rafael Orozco Maestre, chanteur colombien († 11 juin 1992).
- 25 mars : Brigitte Métra, architecte française.
- 26 mars : Nouneh Sarkissian, première dame d'Arménie.
- 28 mars : Ja Song Nam, diplomate nord-coréen.

## Avril
- 3 avril : Guy-Michel Cogné, journaliste et éditeur français († 19 juin 2018).
- 4 avril : René Girard, joueur et entraîneur de football français.
- 5 avril : Guy Bertrand, chroniqueur canadien.
- 7 avril :
  - Jackie Chan, acteur chinois.
  - Clark Gillies, joueur de hockey sur glace canadien († 21 janvier 2022).
- 10 avril :
  - Mirella Pascual, actrice uruguayenne.
  - Miriam Peretz, enseignante israélienne.
  - Lenny Pickett, saxophoniste américain.
  - Jouko Törmänen, sauteur à ski finlandais († 3 janvier 2015).
- 12 avril : 
  - Jon Krakauer, écrivain américain.
  - Steve Stevaert, homme politique belge († 2 avril 2015).
- 13 avril : Roberto Dinamite, joueur de football brésilien († 8 janvier 2023).
- 14 avril : Sibyl Amarilli Mostert, chanteuse italienne.
- 15 avril : Martine Azencot, actrice française.
- 16 avril : 
  - Léonard Sprecht, footballeur français.
  - Sibylle Lewitscharoff, romancière allemande († 13 mai 2023).
- 17 avril : 
  - Roddy Piper, acteur et ancien catcheur († 31 juillet 2015).
  - Michael Sembello, guitariste et auteur-compositeur-interprète américain.
- 18 avril : Viktor Mazin, haltérophile soviétique puis kazakh († 8 janvier 2022).
- 23 avril : Michael Moore, réalisateur américain.
- 24 avril : 
  - Mumia Abu-Jamal, journaliste américain.
  - Chantal Hébert, journaliste canadienne.
- 25 avril : 
  - Claudine Dié, footballeuse française.
  - Eiko Goshi, nageuse japonaise.
  - Birgitte Hanel, rameuse d'aviron danoise.
  - Ismo Toukonen, athlète finlandais.
- 27 avril :
  - Frank Bainimarama, homme politique et militaire fidjien.
  - John Cygan, acteur américain († 13 mai 2017).
- 29 avril : Jerry Seinfeld, humoriste, comédien, producteur et auteur américain.
- 30 avril : Jane Campion, réalisatrice et scénariste néo-zélandaise.

## Mai
- 1er mai : 
  - Frédéric Chichin, guitariste du groupe Les Rita Mitsouko († 27 novembre 2007).
  - Ray Parker, Jr., chanteur et acteur américain.
- 2 mai : Angela Bofill, chanteuse américaine († 11 juin 2024).
- 4 mai : Pia Zadora, actrice et chanteuse américaine.
- 5 mai :
  - David Azulai, homme politique israélien († 30 octobre 2018).
  - Christophe Sagna, footballeur sénégalais († 17 octobre 2016).
- 7 mai : Philippe Geluck, comédien, dessinateur et chroniqueur belge.
- 8 mai : Stephen Furst, acteur, producteur, réalisateur et scénariste américain († 16 juin 2017).
- 10 mai : Michael G. Hagerty, acteur américain († 29 avril 2022).
- 13 mai : Johnny Logan, chanteur, auteur compositeur et interprète australo-irlandais
- 14 mai : 
  - Danny Gare, joueur professionnel de hockey sur glace canadien.
  - James Gita Hakim, chercheur zimbabwéen († 25 janvier 2021).
- 16 mai :
  - Joseph Polchinski, physicien américain († 2 février 2018).
  - Dafydd Rhys Williams, spationaute canadien.
  - Charles Kushner, promoteur immobilier américain.
- 17 mai : Jean-Marie Bigard, humoriste, acteur et réalisateur français.
- 19 mai : Phil Rudd, batteur du groupe AC/DC.
- 20 mai : Cindy McCain, cheffe d'entreprise américaine.
- 21 mai : Jill Jacobson, actrice américaine († 8 décembre 2024).
- 22 mai :
  - Věra Bílá, musicienne et chanteuse tchécoslovaque puis tchèque († 12 mars 2019).
  - Jimmy Riley, chanteur jamaïcain de ska, rocksteady et reggae († 23 mars 2016).
- 24 mai : Marvin Hagler, boxeur américain († 13 mars 2021).
- 26 mai : Ahmed Ali Silay, fonctionnaire et homme politique de la république de Djibouti († 1er août 2019).
- 27 mai : Dominique Adenot, homme politique français († 8 avril 2018).
- 28 mai : John Tory, homme d'affaires et chef du Parti progressiste-conservateur de l'Ontario.
- 30 mai : Bernard Saules, arbitre de football et homme politique français († 8 mars 2019).

## Juin
- 1 juin : Dennis Haysbert, acteur américain.
- 2 juin :
  - Élisabeth Commelin, actrice française.
  - Zdeněk Šreiner, footballeur international tchécoslovaque († 28 novembre 2017).
- 3 juin : Bajram Rexhepi, homme d'État kosovar († 21 août 2017).
- 5 juin : Ludwik Dorn, homme politique polonais († 7 avril 2022).
- 6 juin : Françoise Blanchard, actrice française († 24 mai 2013).
- 8 juin : Soumeylou Boubèye Maïga, homme d'État malien († 21 mars 2022).
- 9 juin : George Pérez, dessinateur et scénariste de comics américain († 6 mai 2022).
- 10 juin : Moya Greene, femme d'affaires canadienne.
- 13 juin : Ngozi Okonjo-Iweala, femme politique nigériane possédant également la nationalité américaine.
- 14 juin : Cyrus Vance, Jr., avocat américain.
- 15 juin : Paul Rusesabagina, humanitaire rwandais-belge.
- 16 juin : 
  - Jeffrey S. Ashby, astronaute américain.
  - Willy Stähle, skieuse nautique néerlandaise acteur et scénariste canadien († 27 août 2015).
- 19 juin :
  - Lou Pearlman, impresario et escroc américain († 19 août 2016).
  - Kathleen Turner, actrice américaine.
- 20 juin : 
  - Ilan Ramon, spationaute israélien († 1er février 2003).
  - Catherine Ceylac, journaliste française.
- 21 juin :
  - Mike MacDonald, acteur et scénariste canadien († 17 mars 2018).
  - Mustapha Ourrad, correcteur-relecteur algéro-français († 7 janvier 2015).
- 22 juin : Angélique Ionatos, chanteuse grecque († 7 juillet 2021).
- 23 juin : Yue Wai Chun, astronome amateur hongkongais.
- 25 juin :
  - Sonia Sotomayor, juriste américaine.
  - Jacques Drillon, écrivain et journaliste français († 25 décembre 2021).
- 26 juin : Catherine Samba-Panza, politicienne centrafricaine.
- 27 juin : Aleksandr Melentiev, tireur sportif soviétique († 16 février 2015).
- 28 juin : 
  - Jean-Serge Brisson, homme politique canadien.
  - Chems-Eddine Hafiz, avocat franco-algérien.
  - Benoît Sokal, scénariste et dessinateur de bande dessinée belge († 28 mai 2021).

## Juillet
- 1er juillet : Abou Mehdi al-Mouhandis, homme politique et militaire irakien et iranien († 3 janvier 2020).
- 3 juillet : Jean-Pierre Batut, évêque catholique français, évêque auxiliaire de Lyon.
- 4 juillet : 
  - Michel Dodane, acteur de doublage français
  - Ba Ge, acteur taïwanais († 16 février 2022).
- 5 juillet : Claudia Demarmels, actrice suisse.
- 6 juillet : Brian Pallister, homme politique canadien.
- 9 juillet : Normand Chaurette, dramaturge, romancier, nouvelliste et traducteur québécois († 31 août 2022).
- 10 juillet : Martha De Laurentiis, productrice américaine († 5 décembre 2021).
- 13 juillet : Abdelkader Lecheheb, footballeur et diplomate marocain († 10 novembre 2024).
- 17 juillet :
  - Angela Merkel, femme politique allemande chancelier fédéral de 2005 à 2021.
  - Edward Natapei, homme politique vanuatais († 28 juillet 2015).
  - Joseph Michael Straczynski, auteur de science-fiction américain.
  - Eduardo Romero, golfeur argentin († 13 février 2022).
- 18 juillet : Takashi Amano, photographe, designer et aquariophile japonais († 4 août 2015).
- 19 juillet : Julia Suryakusuma, journaliste, autrice et activiste indonésienne.
- 20 juillet : Nguyễn Xuân Phúc, homme d'État vietnamien et président du Viêt Nam de 2021 à 2023.
- 22 juillet : Johannes Bauer, tromboniste et compositeur allemand  de free jazz († 6 mai 2016).
- 25 juillet : Jürgen Trittin, personnalité politique allemande.
- 27 juillet : Philippe Alliot, coureur automobile de Formule 1.
- 28 juillet : 
  - Bruce Abbott, acteur américain.
  - Hugo Chávez, militaire et homme politique vénézuélien, président du Venezuela de 1999 à 2013 († 5 mars 2013).
  - Gerd Faltings, mathématicien allemand.
  - Steve Morse, guitariste du groupe de rock Deep Purple succédant à Ritchie Blackmore.
- 31 juillet : Noëlle Perna, humoriste et comédienne française.

## Août
- 1er août : Michael Badnarik, ingénieur en génie logiciel et homme politique américain, membre du Parti libertarien († 11 août 2022).
- 3 août : Victor Milán, écrivain américain († 13 février 2018).
- 4 août : 
  - François Valéry, chanteur français.
  - Uwe Wittwer, peintre suisse.
- 7 août :
  - Adoum Gargoum, homme politique camerounais († 8 mars 2021).
  - Lulu Larsen, dessinateur, peintre, graphiste et vidéaste français († 22 août 2016).
  - Claude Vancoillie, cycliste handisport, homme politique et directeur sportif belge († 15 octobre 2010).
- 8 août : Riki Ott, pélago-toxicologiste et activiste américaine.
- 9 août : 
  - Loïc Amisse, footballeur et entraîneur français.
  - Olga Knyazeva, escrimeuse soviétique spécialiste du fleuret († 3 janvier 2015).
- 10 août : Jean-Jacques Lefrère, hématologue et écrivain français († 16 avril 2015).
- 11 août : Aleksandr Minayev, footballeur puis entraîneur soviétique († 6 décembre 2018).
- 12 août :
  - François Hollande, 24e président de la République française.
  - Apollonia van Ravenstein, actrice néerlandaise.
- 13 août : 
  - Renuka Chowdhury, femme politique indienne.
  - Lincoln Díaz-Balart, homme politique américaine († 3 mars 2025).
- 14 août : Gianroberto Casaleggio, homme politique italien († 12 avril 2016).
- 15 août : Cemal Kafadar, historien turc.
- 17 août :
  - Andrés Pastrana Arango, président de la république de Colombie de 1998 à 2002.
  - Ingrid Daubechies, physicienne et mathématicienne belge.
- 18 août :
  - Umberto Guidoni, spationaute et homme politique italien.
  - Guy Modeste, footballeur français († 19 décembre 2018).
- 20 août :
  - John William Ashe, diplomate antiguais († 22 juin 2016).
  - Theresa Saldana, actrice américaine († 6 juin 2016).
  - Bernard Degavre, auteur-compositeur-interprète.
  - Aldo Giordano, évêque catholique italien († 2 décembre 2021).
- 21 août :
  - Lindsay Northover, femme politique britannique.
  - Didier Six, footballeur et entraîneur français.
- 27 août : Martha Niquille, juriste suisse.
- 28 août :
  - Aleksandr Skvortsov, joueur puis entraineur professionnel de hockey sur glace soviétique puis russe († 4 février 2020).
  - Gabriele Wetzko, nageuse est-allemande.
- 30 août : 
  - Alexandre Loukachenko, président de la république de Biélorussie depuis 1994.
  - Filippo Moyersoen, cavalier italien de saut d'obstacles.
  - Norbert Turini, évêque catholique français, évêque de Cahors.

## Septembre
- 2 septembre : Zéta Aimilianídou, femme politique chypriote († 6 juin 2022).
- 6 septembre : Carly Fiorina, femme d'affaires américaine, ex-CEO et ex-Chairman de Hewlett-Packard (HP).
- 7 septembre : Francisco Guterres, homme politique est-timorais.
- 8 septembre : Ruby Bridges, femme américaine connue pour être la première enfant noire à intégrer une école pour enfants blancs.
- 12 septembre : 
  - Scott Hamilton, saxophoniste de jazz américain.
  - Jocelyne Béroard, chanteuse de zouk française d'origine de la martinique.
- 13 septembre : Ben Barres, neurobiologiste américain († 27 décembre 2017).
- 14 septembre : Benoît Rivière, évêque catholique français, évêque d'Autun.
- 18 septembre : Takao Doi, spationaute japonais.
- 19 septembre : Garry Leach, auteur de bande dessinée britannique († 26 mars 2022).
- 21 septembre : 
  - Shinzō Abe, homme politique japonais, premier ministre japonais de 2006 à 2007 puis de 2012 à 2020 († 8 juillet 2022).
  - Philthy Animal Taylor, batteur britannique († 11 novembre 2015).
- 22 septembre : Amedeo Benedetti, écrivain et érudit italien († 18 avril 2017).
- 23 septembre : Charlie Barnett, acteur américain († 16 mars 1996).
- 25 septembre : Ravil Maganov, homme d'affaires russe, dirigeant historique de la compagnie pétrolière Lukoil († 1er septembre 2022).
- 27 septembre : Sylvester Turner, personnalité politique américaine († 4 mars 2025).
- 28 septembre : Margot Wallström, femme politique de Suède, ancien ministre, première vice-présidente à la Commission européenne.
- 29 septembre : 
  - Cindy Morgan, actrice et productrice américaine.
  - Massoud Pezechkian, médecin et homme d'État iranien.
- 30 septembre : John Drew, joueur américain de basket-ball († 10 avril 2022).

## Octobre
- 1er octobre : 
  - Rod Ansell, bushman australien ayant inspiré le personnage de Michael J. « Crocodile » Dundee († 3 août 1999).
  - Bruno Bini, footballeur puis entraîneur français.
  - Ida Hubáčková, joueuse tchécoslovaque de hockey sur gazon.
- 2 octobre : 
  - Lorraine Bracco, actrice et réalisatrice américaine.
  - Maria Orsola Bussone, jeune laïque, vénérable catholique († 10 juillet 1970).
  - Raúl Vilches, joueur de volley-ball cubain († Modèle:Date-13).
- 5 octobre : Philip Queffélec, homme d'affaires Franco-Suisse.
- 6 octobre : Paco Ojeda, matador espagnol.
- 9 octobre : Scott Bakula, acteur américain d'origine tchèque.
- 10 octobre : Ariane Ascaride, actrice française.
- 12 octobre : Kodjo Agbéyomé, homme politique togolais († 3 mars 2024).
- 13 octobre : Geórgios Stravakákis, député européen grec membre du PASOK († 27 février 2015).
- 15 octobre :
  - Lim Chulwoo, auteur sud-coréen.
  - Marjolein Sligte, actrice néerlandaise.
  - Julia Yeomans, physicienne théorique britannique.
  - Jean-Hervé Stiévenart, athlète français spécialiste du triple-saut († 27 juin 2022).
  - Albert Oniangué, pasteur évangélique congolais († 14 juillet 2022).
- 21 octobre : Željko Kopanja, journaliste serbe de Bosnie († 8 août 2016).
- 23 octobre : Lionel Zinsou, économiste franco-béninois, banquier d'affaires.
- 24 octobre : 
  - Amadou Bagayoko, musicien et chanteur malien aveugle.
  - Doug Davidson, acteur américain.
  - Alan R. King, linguiste britannique († 19 février 2019).
  - Alain Saint-Ange, homme politique seychellois.

## Novembre
- 2 novembre : Brian Augustyn, auteur de bandes dessinées américain († 30 janvier 2022).
- 3 novembre :
  - Kevin P. Chilton, astronaute américain.
  - Carlos Girón, plongeur mexicain († 13 janvier 2020).
  - Tami Sakiyama, autrice japonaise.
- 4 novembre : Marta Nováková, femme politique tchèque.
- 5 novembre : 
  - Kamal Haasan, acteur indien.
  - Guy Gavriel Kay, écrivain canadien.
  - Ysabelle Lacamp, actrice, chanteuse et romancière française († 26 juin 2023).
- 8 novembre : Andrew Mawson, pair et entrepreneur social britannique.
- 9 novembre : Bernard Mitton, joueur de tennis sud-africain († 5 mai 2017).
- 10 novembre : Binyamin Elon, homme politique israélien († 5 mai 2017).
- 12 novembre : Paul De Knop, professeur belge puis recteur de la Vrije Universiteit Brussel († 4 août 2022).
- 14 novembre ::
  - Bernard Hinault, coureur cycliste français.
  - Condoleezza Rice, femme politique américaine, secrétaire d'État aux États-Unis.
- 15 novembre :
  - Alexandre Boussageon, journaliste et écrivain français († 28 juillet 2017).
  - Aleksander Kwaśniewski, homme politique polonais.
- * 19 novembre :9:
  - Abdel Fattah al-Sisi, militaire et homme d'État égyptien.
  - Kathleen Quinlan, actrice américaine.
- 24 novembre :
  - Mohand Akli Haddadou, linguiste et écrivain algérien († 19 novembre 2018).
  - Emir Kusturica, cinéaste yougoslave.
  - Valentina Zazdravnykh, joueuse soviétique de hockey sur gazon († 30 juin 2023).
- 29 novembre : Joel Coen, réalisateur, scénariste et acteur américain.
- 30 novembre :
  - Rich Conaty, animateur de radio américain († 30 décembre 2016).
  - Georges Mamelonet, homme politique franco-québécois († 11 mars 2015).

## Décembre
- 1er décembre :
  - Dan Butler, acteur américain.
  - Annette Haven, actrice américaine de films pornographiques.
  - François Van Der Elst, footballeur belge († 11 janvier 2017).
- 3 décembre : Ugo Riccarelli, écrivain et poète italien († 21 juillet 2013).
- 4 décembre : Tony Todd, acteur américain († 6 novembre 2024).
- 6 décembre : Jean-Pierre Wintenberger, mathématicien français († 23 janvier 2019).
- 7 décembre : Pascal Renwick, acteur français spécialisé dans le doublage vocal († 19 juillet 2006).
- 8 décembre : 
  - Regina Mañe Ela, femme politique équatoguinéenne († 24 février 2015).
  - Mary Karooro Okurut, politicienne, écrivain ougandaise († 11 août 2025).
- 9 décembre : Jean-Claude Juncker, homme d'État luxembourgeois.
- Jack Sonni, guitariste américain.
- 10 décembre : Kristine DeBell, actrice américaine.
- 11 décembre : Jermaine Jackson, bassiste et chanteur américain.
- 14 décembre : Steven MacLean, spationaute canadien.
- 16 décembre : Carlo Brandt, comédien suisse.
- 18 décembre : Ray Liotta, acteur américain († 26 mai 2022).
- 19 décembre : Nikolaus Messmer, prêtre jésuite russe allemand et administrateur apostolique (évêque) du vicariat de Kirghizistan († 18 juillet 2016).
- 21 décembre : Chris Evert, joueuse de tennis.
- 24 décembre :
  - Božidar Alić, acteur croate († 3 mars 2020).
  - José María Figueres Olsen, personnalité politique costaricien.
- 26 décembre : 
  - Tony Rosato, acteur et scénariste canadien († 10 janvier 2017).
  - David Armstrong, footballeur anglais († 21 août 2022).
- 28 décembre :
  - Emmanuel Delmas, évêque catholique français, évêque d'Angers.
  - Denzel Washington, acteur américain.
- 31 décembre : 
  - Ingibjörg Sólrún Gísladóttir, femme politique islandaise, ministre d'Islande.
  - Alex Salmond, homme politique écossais et Premier ministre d'Écosse de 2007 à 2014 († 12 octobre 2024).

## Date inconnue
- Roger Bekono, chanteur camerounais († 15 septembre 2016).
- Tanella Boni, écrivaine, philosophe et professeure.
- Peter Broggs, chanteur de reggae jamaïcain († 19 décembre 2015).
- Yola Cain, aviatrice jamaïcaine († 17 mai 2000).
- Manabu Kochi, peintre, pastelliste, sculpteur et lithographe japonais.
- Ouhoumoudou Mahamadou, homme politique nigérien et premier Ministre du Niger de 2021 à 2023.
- Donna Nelson, chimiste américaine.
- Everlyn Nicodemus, artiste, poétesse, écrivaine et conservatrice tanzanienne et britannique.
- Yolande Okia Picard, femme de lettres hudonne-wendat.
- Jean-Baptiste Placca, journaliste et editorialiste africain.
- Matchepo Ramakoae, femme politique lésothienne.
- Francine Savard, designer canadienne.
- Tchibemba, dessinateur congolais de bandes dessinées, illustrateur.
- Pato Valdivia, musicien, compositeur, poète et producteur artistique chilien († 26 octobre 2005).